# Jardim São Severino
Jardim São Severino é um bairro da cidade de Bayeux, estado da Paraíba.
Segundo o IBGE, no ano de 2010 residiam no bairro 1.919 pessoas, sendo 912 homens e 1.007 mulheres.
Em 2010, era o bairro menos populoso da cidade, com menos de 2.000 residentes.